# Kim Wünschmann
Kim Wünschmann ist eine deutsche Historikerin, insbesondere auf dem Gebiet der jüngeren deutsch-jüdischen Geschichte, Nationalsozialismus- und Holocaustforschung. Seit 2021 ist sie Direktorin des Instituts für die Geschichte der deutschen Juden.

## Leben
Kim Wünschmann studierte Judaistik (Hauptfach), Politikwissenschaft und Psychologie an der Freien Universität Berlin und der Hebräischen Universität Jerusalem. Sie promovierte 2012 im Fach Geschichte am Birkbeck College der University of London. Ihre Dissertation zu jüdischen Gefangenen in Konzentrationslagern vor Beginn des Zweiten Weltkriegs (1933–1939) erschien 2015 unter dem Titel Before Auschwitz und wurde mit dem Herbert-Steiner-Preis, dem prix Jacques Rozenberg der belgischen Fondation Auschwitz sowie dem Yad Vashem International Book Prize for Holocaust Research ausgezeichnet. 
Von 2011 bis 2015 forschte und lehrte sie an der Hebräischen Universität Jerusalem. Danach war sie bis 2017 DAAD-Fachlektorin für Neuere und Neueste Europäische Geschichte am Historischen Seminar der University of Sussex und stellvertretende Leiterin des Centre for German-Jewish Studies. Seit September 2017 ist sie wissenschaftliche Mitarbeiterin am Lehrstuhl für Zeitgeschichte der LMU München. Aufenthalte als Gastwissenschaftlerin führten sie an das Zentrum Jüdische Studien Berlin-Brandenburg (2014), das Zentrum für Antisemitismusforschung der TU Berlin (2015 und 2019) sowie das Institut für Geschichte der University of California, Berkeley (2019). Seit 2021 ist Wünschmann Direktorin des Instituts für die Geschichte der deutschen Juden in Hamburg.
Sie ist verheiratet mit einem Israeli.

## Forschung und Lehre
Ihre Forschungsschwerpunkte sind die deutsch-jüdische Geschichte des 20. Jahrhunderts, die Zeitgeschichte mit einem Schwerpunkt auf der Geschichte und Wirkung von Nationalsozialismus und Shoah, die Rechts- und Diplomatiegeschichte sowie die Comic-Forschung.

## Schriften (Auswahl)

### Monographien
- mit Stefanie Fischer: Oberbrechen. A German Village Confronts its Nazi Past. A Graphic History, New York/Oxford 2024.
- Before Auschwitz. Jewish Prisoners in the Prewar Concentration Camps, Cambridge, MA/London 2015.

### Herausgeberschaften
- mit Nicolai Hannig und Anette Schlimm: Deutsche Filmgeschichten. Historische Porträts, Göttingen 2023.
- mit Jörg Osterloh: „…der schrankenlosesten Willkür ausgeliefert“. Häftlinge der frühen Konzentrationslager 1933 bis 1936/37 (= Wissenschaftliche Reihe des Fritz Bauer Instituts. Band 31). Frankfurt a. M./ New York 2017.
- mit Laura Jockusch und Andreas Kraft: Revenge, Retribution, Reconciliation. Justice and Emotions between Conflict and Mediation. A Cross-Disciplinary Anthology, Jerusalem 2016.
- mit Christiane Heß, Julia Hörath und Dominique Schröder: Kontinuitäten und Brüche. Neue Studien zur Geschichte der nationalsozialistischen Konzentrationslager, Berlin 2011.